# Єпископські ворота
Єпископські ворота з надбрамною церквою св. Федора Стратилата — головна брама стародавнього Переяславля. Разом з кам'яною стіною слугувала оборонною спорудою резиденції переяславських єпископів — Єпископського двору.

## Історія
Стародавній Переяславль складався з дитинця та окольного міста, а сам дитинець відповідно поділявся на князівський та єпископський двір. Такий поділ дитинця став можливим через те що у 1030–50-ті рр. місто стало центром єпархії, а в 1070–80-х рр. його ієрархи мали титул митрополитів (нетривалий час на Русі було 3 митрополити — у Києві, Чернігові та Переяславлі).
Наприкінці 1080-х рр. з ініціативи єпископа (митрополита) Єфрема в місті розгорнулися масштабні будівельні роботи, в ході яких було сформовано ансамбль єпископської частини дитинця. Серед збудованих споруд літопис відзначив і оборонні фортифікації що включали в себе парадну браму — Єпископські ворота з надбрамною церквою св. Федора та муровану огорожу:
|                           | В се же лето священа бысцеркы стаго Михаила [Переяславская] Ефремом митрополитомь тоя церкы юже бе создалъ велику сущю {бе бо преже в Переяславли митрополья} и пристрои ю великою пристроею. ([И пристрою в неи великусотвори и]) украси{в} ю всякою красотою церковными ссуды се бо Ефремъ {бе скопець высок теломъ бебо} тогда многа зданья въздвиже {докончавъ} церковь стаго Михаила заложи церковь на воротехъ городныхъ во имя стаго мученика Феодора и посель стаго Андрея у церкве от ворот и строенье баньное [камено]сего же не быс преж в Руси и град бе заложилъ каменъ от церкви святаго мученика Феодора [и украси город Переяславьскии здании црковными] и прочими зданьи. |
| — Лаврентіївський літопис | |

Найімовірніше були зруйновані під час монголо-татарської навали в 1239 р.

## Розкопки
Вперше були досліджені в 1955 р., коли були виявлені під час земельних робіт під бастіоном XVII—XVIII ст. В 1956 р. розкопки продовжив М. К. Каргер, а в 1960 р. під керівництвом Р. О. Юра, М. І. Сікорського та Ю. С. Асєєва була розкопана вся доступна ділянка (частина залишок знаходилась під щойно збудованим приватним будинком).